# Asplenium decompositum
Asplenium decompositum là một loài dương xỉ trong họ Aspleniaceae. Loài này được Peter mô tả khoa học đầu tiên năm 1929.
Danh pháp khoa học của loài này chưa được làm sáng tỏ. 